# Don Ed Hardy
Don Ed Hardy (Des Moines, 5 gennaio 1945) è un artista statunitense noto per la forte influenza sullo sviluppo degli stili di tatuaggio moderni e il suo omonimo marchio di abbigliamento e accessori.

## Biografia
Hardy è nato il 5 gennaio 1945 a Des Moines, Iowa. È cresciuto a Corona del Mar, a Newport Beach, in California.
Già prima dell'adolescenza, il giovane Hardy era interessato ai tatuaggi: il padre di un suo amico aveva tatuaggi militari e la cosa lo incuriosiva così tanto che iniziò a disegnare la pelle di altri ragazzini del vicinato con penne e matite colorate. Il merito di aver sostenuto questa passione va anche a sua madre, che lo ha sostenuto e incoraggiato a seguire le proprie passioni.
Hardy ha tenuto la sua prima mostra d'arte al Laguna Beach Art Festival dopo essersi diplomato al liceo. Ha frequentato il San Francisco Art Institute e ha conseguito il Bachelor of Fine Arts in incisione. Presso l'istituto, Hardy imparò a disegnare da Joan Brown, la tecnica dell'acquaforte da Gordon Cook e la scultura da Manuel Neri. In seguito gli fu offerte una borsa di studio e un Master in Belle Arti a Yale. Ha rifiutato e ha invece perseguito nel suo interesse per i tatuaggi.

## Carriera
Hardy ha ricevuto la guida di numerosi tatuatori, tra cui Samuel Steward (noto anche con il soprannome di "Professor" Phil Sparrow, dato che è un ex-professore universitario): da bambino Hardy aveva copiato i progetti di Steward, dopo aver ammirato un suo libro di tatuaggi giapponesi. Hardy, che era già interessato alla storia, alla cultura e alle xilografie giapponesi, ebbe un'illuminazione: lo descrisse come un colpo di fulmine.

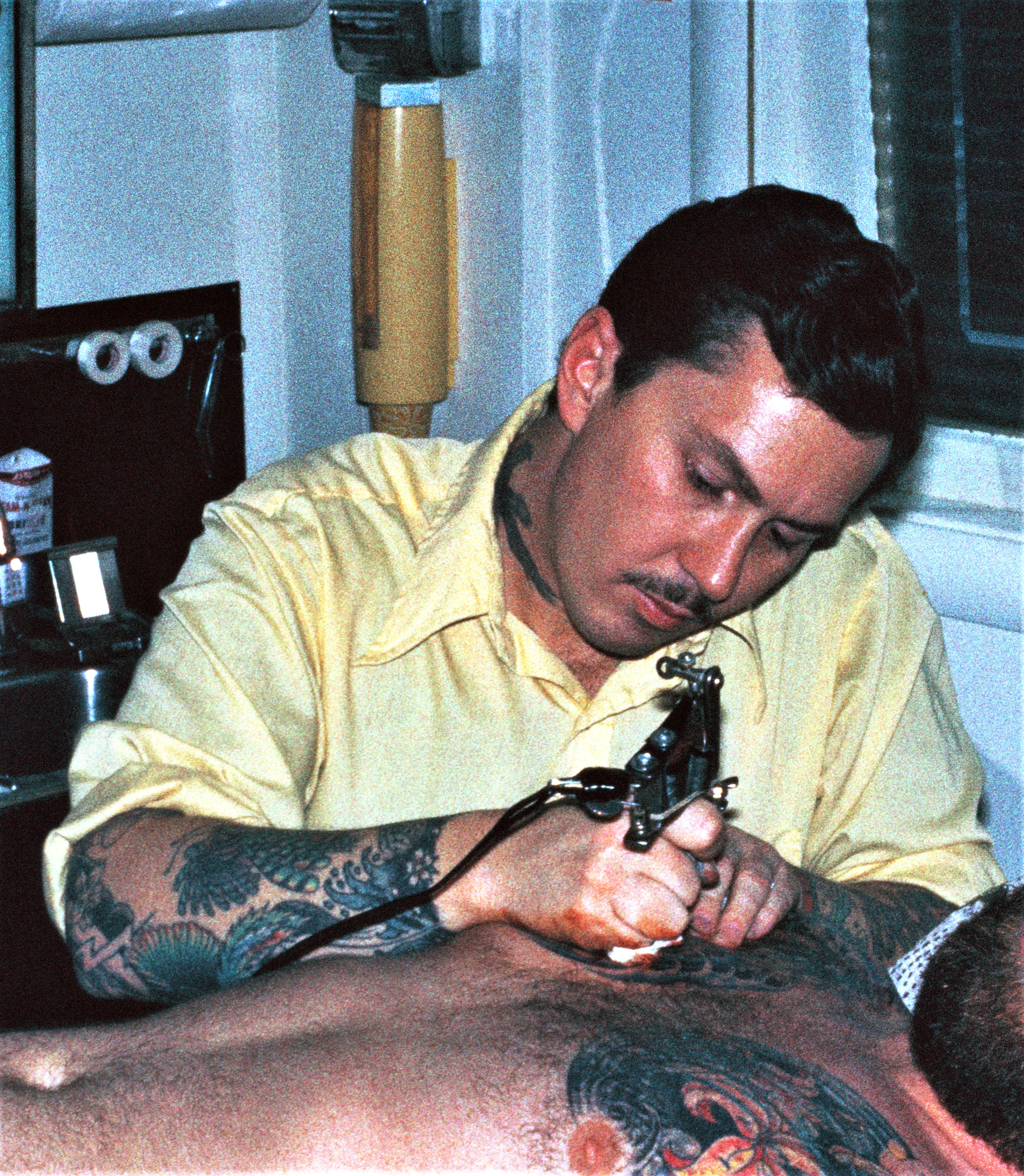
Hardy a una convention di tatuaggi nel 1980

Alla fine Hardy strinse una relazione con uno dei pionieri della moderna cultura del tatuaggio, Sailor Jerry Collins, che ebbe un grande impatto sul lavoro di Hardy. Ha incontrato e iniziato una lunga corrispondenza con Sailor Jerry, che ha aperto la strada all'introduzione in un mondo precedentemente chiuso agli estranei.
Nel 1973, attraverso i contatti di Jerry, Hardy fondò un'associazione con il maestro del tatuaggio classico Horihide.
Hardy ha studiato e tatuato in Giappone a intermittenza negli anni '70 e '80. Secondo le sue stesse parole, la clientela all'epoca includeva motociclisti e membri della Yakuza. Hardy divenne presto riconosciuto per essere stato la principale influenza e motore nell'incorporare l'estetica e le tecniche del tatuaggio giapponese negli stili di lavoro americani.
Una delle caratteristiche distintive del lavoro di Hardy è l'elevazione dei tatuaggi da "tatuaggi flash", preimpostati e preformati, a lavori su misura e personalizzati.
Prima di ciò, era molto comune per le persone, spesso membri della Marina degli Stati Uniti, entrare negli studi di tatuaggi - che erano nel retro di altre attività - e scegliere il proprio disegno da una collezione posta su un muro. Le motivazioni di Hardy erano esteticamente più semplici: concentrarsi sulla propria espressione personale, risultando in tatuaggi che riflettessero il gusto reale e le preferenze dell'individuo.
Questa mentalità artistica ha contribuito a elevare i tatuaggi da sottocultura a cultura pop, portandoli dai margini della società ad un ruolo centrale.

## Eredità
Nel 1982 Hardy e sua moglie Francesca Passalacqua fondarono la Hardy Marks Publications. Con questo marchio iniziarono a pubblicare la serie di cinque libri Tattootime.
La Hardy Marks ha pubblicato più di 25 libri di Hardy sull'arte alternativa, inclusi i suoi cataloghi e quelli di Sailor Jerry Collins.
Nel 1982 la EEE Productions (Ed Hardy, Ed Nolte ed Ernie Carafa) organizzò un'importante convention sui tatuaggi sulla Queen Mary, oltre ad organizzare molte altre conferenze ed esposizioni sul tema.
Nel 2000 è stato nominato membro della Commissione per le arti culturali della città dal sindaco di Oakland, Jerry Brown.
Nel 2009 Hardy si ritira dal "mondo dei tatuaggi", pur mantenendo lo studio Tattoo City a San Francisco, gestito dal figlio.

## Marche

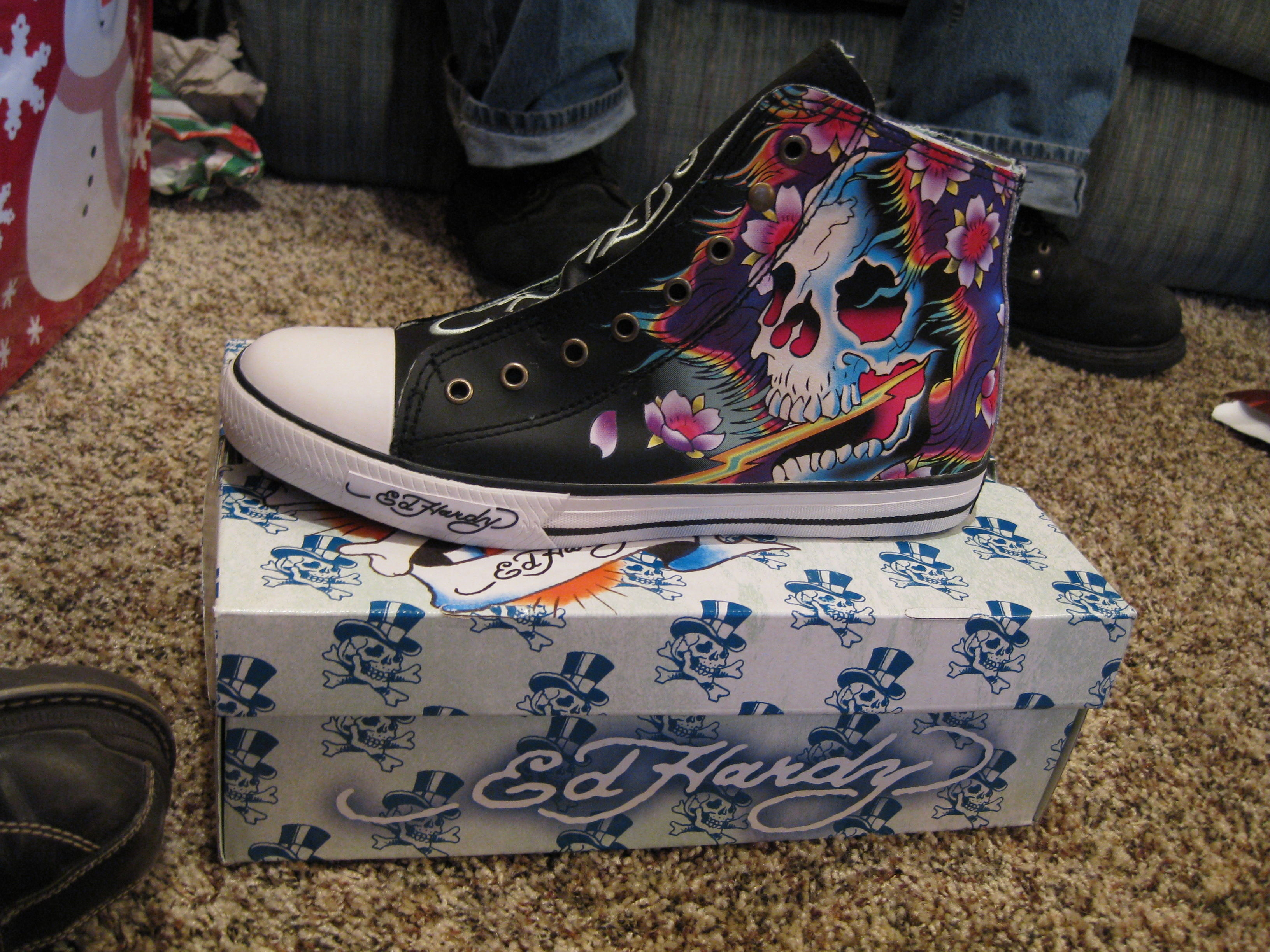
Scarpa di marca Hardy nel 2008

All'inizio degli anni 2000, Hardy ha concesso in licenza a Ku USA, Inc. la produzione di una linea di abbigliamento basata sulle sue opere d'arte.
Hardy e Ku USA fondarono Hardy Life, ora Hardy Way LLC, che possiede il marchio e i loghi commerciali di Hardy.
In seguito, il marchio ha ottenuto ampi consensi, arrivando ad avere 70 sublicenziatari, e vendendo abbigliamento, accessori, accendini, profumi, strumenti per acconciature e preservativi.

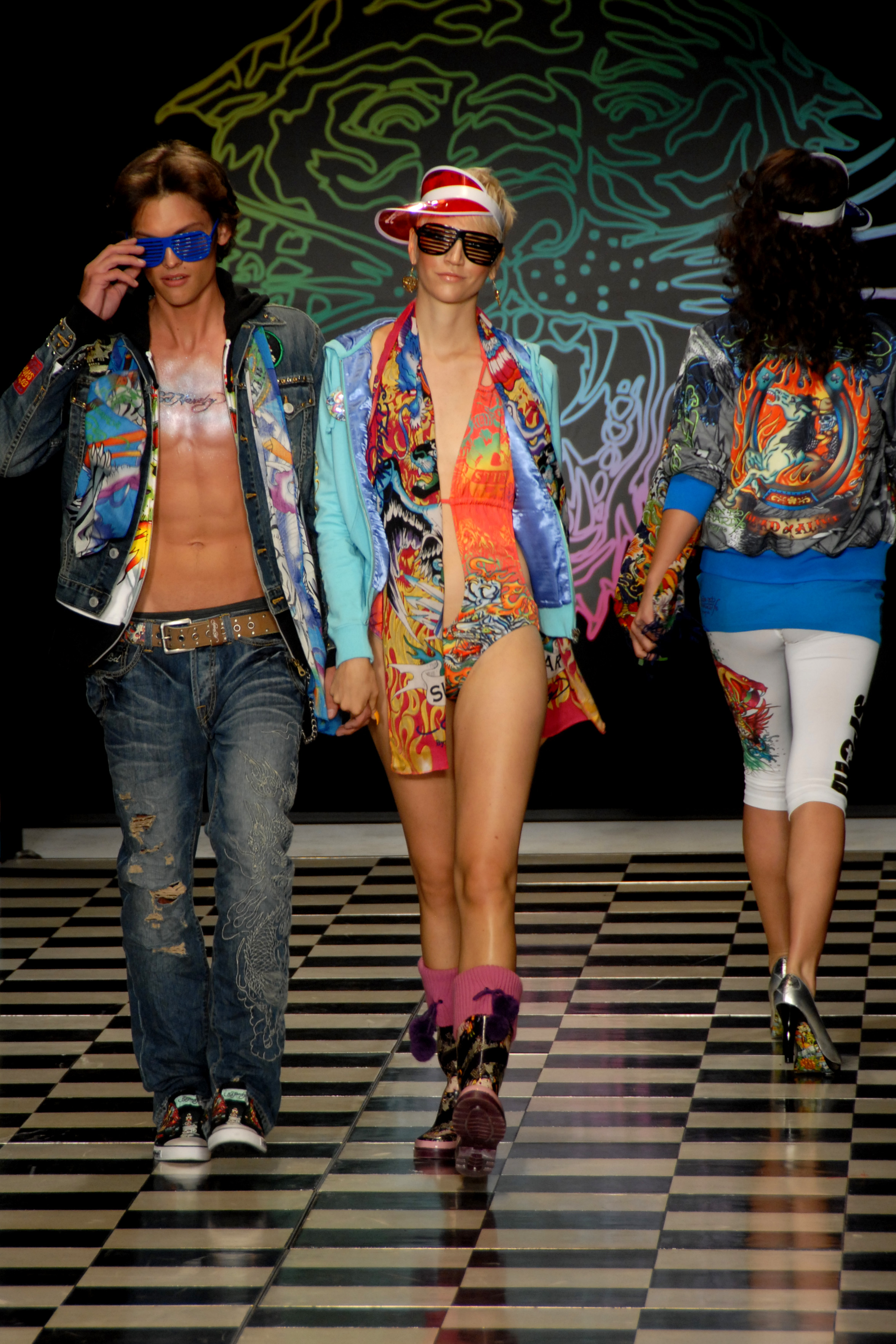
Modelli sulla passerella per la sfilata di Hardy durante la settimana della moda di Los Angeles nel 2008

Il licenziatario più famoso era Christian Audigier, ex di Von Dutch Originals, che commercializzava le immagini di Kenny Howard (alias Von Dutch), un altro noto artista della sottocultura americana.
Nel 2005 Audigier ha concesso in licenza i diritti mondiali del marchio di Hardy attraverso la sua holding, Nervous Tattoo, e ha utilizzato le tecniche di marketing impiegate in Von Dutch Originals, commercializzando i prodotti direttamente con clienti famosi e aprendo negozi nei quartieri di moda ad alto profilo.
I negozi di Hardy si trovavano a San Francisco, New York, Los Angeles, Boston, Seattle, Minneapolis, Honolulu, Scottsdale, Tucson, Vancouver, Dubai, Johannesburg, Kuwait, Kuala Lumpur, Bangkok, Gurgaon, Delhi, Mumbai e Qatar.
Dal 2008 il volto del marchio è Sarah Larson.
Il marchio ha guadagnato una notevole popolarità sotto la guida di Audigier, raggiungendo un picco di oltre 700 milioni di dollari di entrate lorde nel 2009, ma è crollato rapidamente nei due anni successivi, portando alla chiusura di molti negozi. Tra gli altri, il sublicenziatario australiano di Hardy (di proprietà e gestito da Gary Berman) è entrato in consiglio d'amministrazione e ha chiuso nel 2010.
Hardy ha attribuito il crollo alle decisioni creative e di marketing di Audigier e all'associazione del marchio all celebrità dei reality (di breve durata) Jon Gosselin. In seguito a battaglie legali, Hardy ha ripreso il controllo del marchio nel 2010, anche se come parte dell'accordo Nervous Tattoo è rimasta licenziataria per prodotti come magliette, cappelli e felpe con cappuccio.
Nel maggio 2009, Iconix Brand Group ha annunciato di aver acquisito una partecipazione del 50% di Hardy Way LLC, proprietaria del marchio e dei loghi commerciali di Hardy, quota che è aumentata all'85% nel 2011. Hardy mantiene una quota di minoranza del 15%.

## Pubblicazioni
- Bull's Eyes & Black Eyes, Hardy Marks Publications, 2003
- The Elephants' Graveyard, Frederick Spratt Gallery, 2002
- Smart art press, Smart Art Press, 2000
- Tattooing the Invisible Man, Bodies of Work, Hardy Marks Publications/Smart Art Press, 2000
- Permanent Curios, Smart Art Press, 1997
- Tattoo-time, ART FROM THE HEART, Hardy Marks Publications, Hawaii, 1991
- Tattoo-time 4, LIVE AND DEATH TATTOS, Hardy Marks Publications, Hawaii, 1988
- Tattoo-time 3, MUSIC & SEA TATTOOS, Hardy Marks Publications, Hawaii, 1988
- Tattoo-time 2, TATTOO MAGIC, Hardy Marks Publications, Hawaii, 1988
- Tattoo-time 1, NEW TRIBALISM, Hardy Marks Publications, Hawaii, 1988